# Baureihe 23.10
Baureihe 2310 - lokomotywa parowa produkowana w latach 1955-1959 dla kolei wschodnioniemieckich. Dwa pierwsze parowozy wyprodukowano we wrześniu 1957 roku. Wyprodukowano 113 parowozów. Lokomotywy zostały wyprodukowane do prowadzenia pociągów pasażerskich na saksońskich liniach kolejowych. Jeden parowóz zachowano jako eksponat zabytkowy.